# Sjösala vals
Sjösala vals ("El vals de Sjösala") es una canción sueca compuesta en 1941, durante de la Segunda Guerra Mundial, en Rejmyre por Evert Taube. Taube quería "besjunga skönheten och glädjen som kriget hotar att förgöra" ("cantar de la belleza y la alegría que la guerra amenaza con destruir").
Sjösala es la casa de verano de la familia Taube. Es ubicado en Hölö en Stavsnäs en el archipiélago de Estocolmo. La descripción de la vida de la familia Taube en el archipiélago es una imagen de la vacaciones del verano sueca. La letra ("Rönnerdahl, han skuttar med ett skratt ur sin säng...") describe la felicidad del verano de Rönnerdahl. En 1969 Sjösala fue quemado por Mona Wallén-Hjerpe.